# Ligne Meitetsu Nishio
La ligne Meitetsu Nishio (名鉄西尾線, Meitetsu Nishio-sen) est une ligne ferroviaire de la compagnie privée Meitetsu située dans la préfecture d'Aichi au Japon. Elle relie la gare de Shin-Anjō à Anjō à la gare de Kira Yoshida à Nishio.

## Histoire
La ligne est ouverte par étapes entre 1911 et 1916 par la compagnie Nishio Railway.

## Caractéristiques

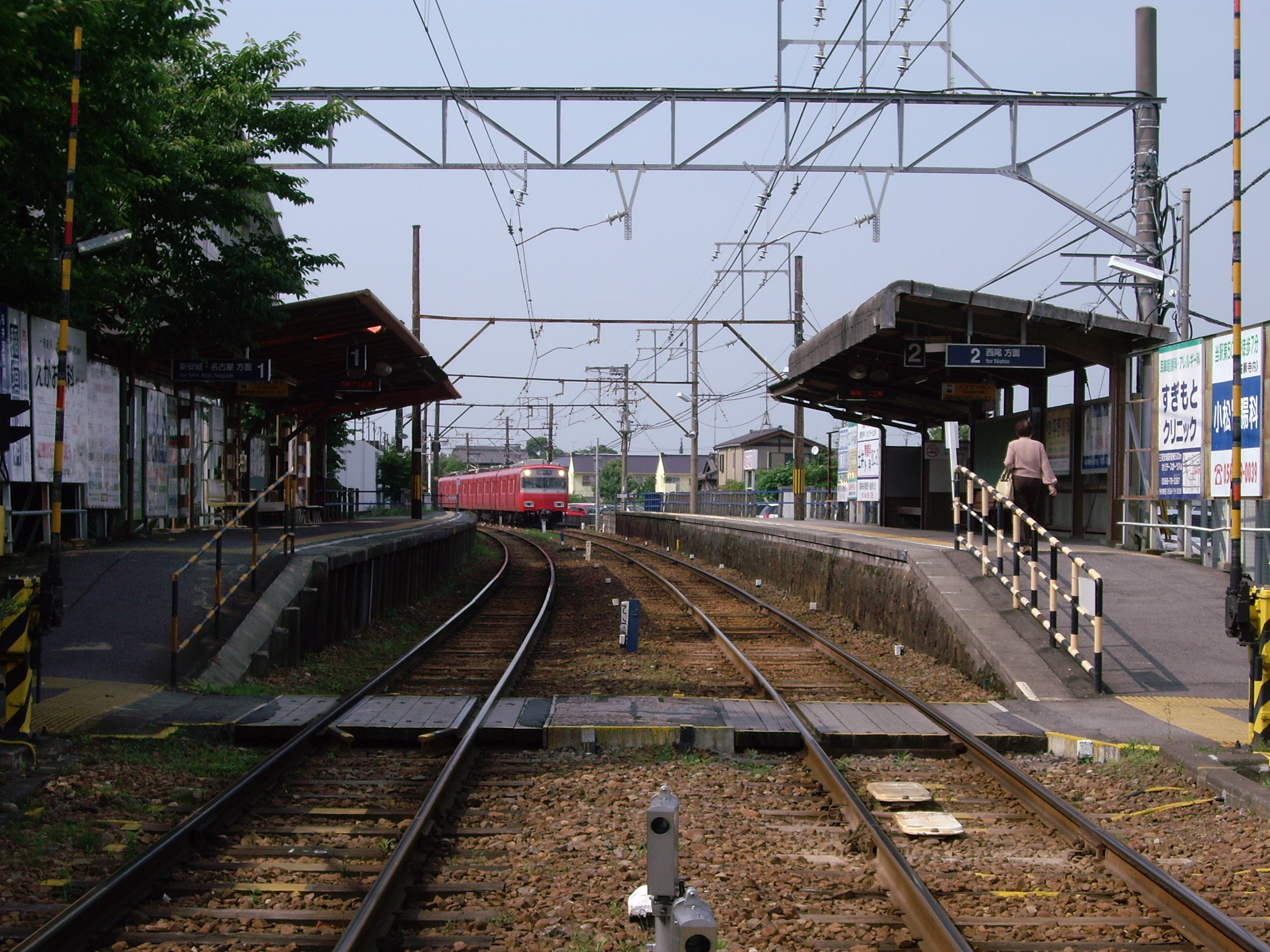
La ligne à Sakurai.

### Ligne
- écartement des voies : 1 067 mm
- nombre de voies : 1 (avec quelques courtes sections à double voie)
- électrification : 1 500 V cc par caténaire

### Liste des gares
La ligne comporte 14 gares.
| Numéro | Gare            | Nom japonais | Distance (km) | Correspondances                      | Localisation |
| ------ | --------------- | ------------ | ------------- | ------------------------------------ | ------------ |
| NH17   | Shin-Anjō       | 新安城       | 0             | Meitetsu : Nagoya (interconnexion)   | Anjō         |
| GN01   | Kita Anjō       | 北安城       | 2,6           |                                      | Anjō         |
| GN02   | Minami Anjō     | 南安城       | 4,0           |                                      | Anjō         |
| GN03   | Hekikai Furui   | 碧海古井     | 5,7           |                                      | Anjō         |
| GN04   | Horiuchikōen    | 堀内公園     | 6,7           |                                      | Anjō         |
| GN05   | Sakurai (ja)    | 桜井         | 7,9           |                                      | Anjō         |
| GN06   | Minami Sakurai  | 南桜井       | 9,5           |                                      | Anjō         |
| GN07   | Yonezu          | 米津         | 11,6          |                                      | Nishio       |
| GN08   | Sakuramachi-mae | 桜町前       | 13,0          |                                      | Nishio       |
| GN09   | Nishioguchi     | 西尾口       | 14,2          |                                      | Nishio       |
| GN10   | Nishio          | 西尾         | 15,0          |                                      | Nishio       |
| GN11   | Fukuchi         | 福地         | 17,4          |                                      | Nishio       |
| GN12   | Kami Yokosuka   | 上横須賀     | 20,5          |                                      | Nishio       |
| GN13   | Kira Yoshida    | 吉良吉田     | 24,7          | Meitetsu : Gamagōri (interconnexion) | Nishio       |